# Live on Tour
 (septembre 2021).
Si vous disposez d'ouvrages ou d'articles de référence ou si vous connaissez des sites web de qualité traitant du thème abordé ici, merci de compléter l'article en donnant les références utiles à sa vérifiabilité et en les liant à la section « Notes et références ».
Live On Tour est le second album live du groupe de folk metal suisse Eluveitie. L'album est sorti en 2012 sous le label Nuclear Blast.

## Liste des morceaux
| No  | Titre               | Durée |
| --- | ------------------- | ----- |
| 1.  | Prologue            |       |
| 2.  | Helvetios           |       |
| 3.  | Luxtos              |       |
| 4.  | Uxellodunon         |       |
| 5.  | Nil                 |       |
| 6.  | Kingdom Come Undone |       |
| 7.  | Inis Mona           |       |
| 8.  | A Rose For Epona    |       |
| 9.  | Meet The Enemy      |       |
| 10. | (Do)Minion          |       |
| 11. | Alesia              |       |
| 12. | Thousandfold        |       |
| 13. | Tegernako           |       |
| 14. | Scorched Earth      |       |
| 15. | Calling The Rain    |       |
| 16. | Havoc               |       |
| 17. | Outro               |       |